# Fojnička zlatarska škola
Fojnička zlatarska škola je naziv za način rada kako su radile zlatarske obrtničke radionice u Fojnici. Dio je baštine Hrvata Bosne i Hercegovine.
Karakterizira ju minijaturna obrada plemenitog metala. Škola je postojala od 15. do 18. stoljeća. Najveći dio kovinskog umjetničkog obrta nastao je u fojničkim zlatarskim radionicama. Pretežno je korišteno srebro, ponajviše u filigranskoj tehnici, ali su također zastupljene i druge tehnike kao iskucavanje, graviranje, inkrustacija. Tu su i zlatni predmeti i pozlaćeno srebro.

## Povijest
Korijeni zlatarstva datiraju u 12. stoljeće, a po nekima u 9. i 10. stoljeće. Tad su u Fojnicu došli hrvatski zlatari iz Dubrovnika koji su ovdje otvorili vlastite radionice. Domaće su ljude poučili zlatarskim i filigranskim znanjima. Hrvati iz Dubrovačke Republike su u Fojnici vadili zlato i prerađivali ga te prodavali gotove predmete prodavali. Vremenom je domaće hrvatsko stanovništvo dobro usvojilo znanja od svojih učitelja, fojnički zlatari postali su poznati. Za fojnički samostan izrađivali su različite crkvene predmete ili korice knjiga učvršćivali srebrom.
Razvitku su pridonijeli bogatstvo mjesnih rudnika zlatom kao i stalna nazočnost dubrovačkih zlatara (oko 1430. godine, ukupno 12 ).
15. stoljeće je vrijeme kad se razvijaju mnoge zanatske radionice u Fojnici, među njima i ova škola. Primjeraka njenih radova ima u današnjem samostanskom muzeju. Zbog njih je Fojnica nosila naslov "grada fratara i zlatara".
Fojnički zlatari i filigrani bili su bezuvjetno među najboljima na cijelom zapadnom Balkanu, u Bosni neusporedivi. Izrađivali su kaleže, nakit, navicule (lađice), procesijski križevi, kadionice, kandila, pacifikali, ino crkveno posuđe, križevi, svijećnjaci, zdjelice, zatim ukrasi za žene i muškarce: naušnice, prstenje, ovratnici, ukrasne toke, ježderi (ukrasi oko struka), ukosnice. Vrijednost im je značajnija jer su rađeni od domaćeg srebra i zlata. Stilske značajke proizvoda varirale su. Zabilježeni su barok, gotika i dr.